# Mananara Airport
Mananara Airport är en flygplats i Madagaskar.   Den ligger i regionen Analanjiroforegionen, i den nordöstra delen av landet, 400 km nordost om huvudstaden Antananarivo. Mananara Airport ligger 3 meter över havet.
Terrängen runt Mananara Airport är varierad. Havet är nära Mananara Airport åt nordost.  Närmaste större samhälle är Mananara, 0,91 km sydväst om Mananara Airport. I omgivningarna runt Mananara Airport växer i huvudsak städsegrön lövskog.